# Microtatorchis flaccida
Microtatorchis flaccida är en orkidéart som beskrevs av Rudolf Schlechter. Microtatorchis flaccida ingår i släktet Microtatorchis och familjen orkidéer. Inga underarter finns listade i Catalogue of Life.